# Karol Wawrosz

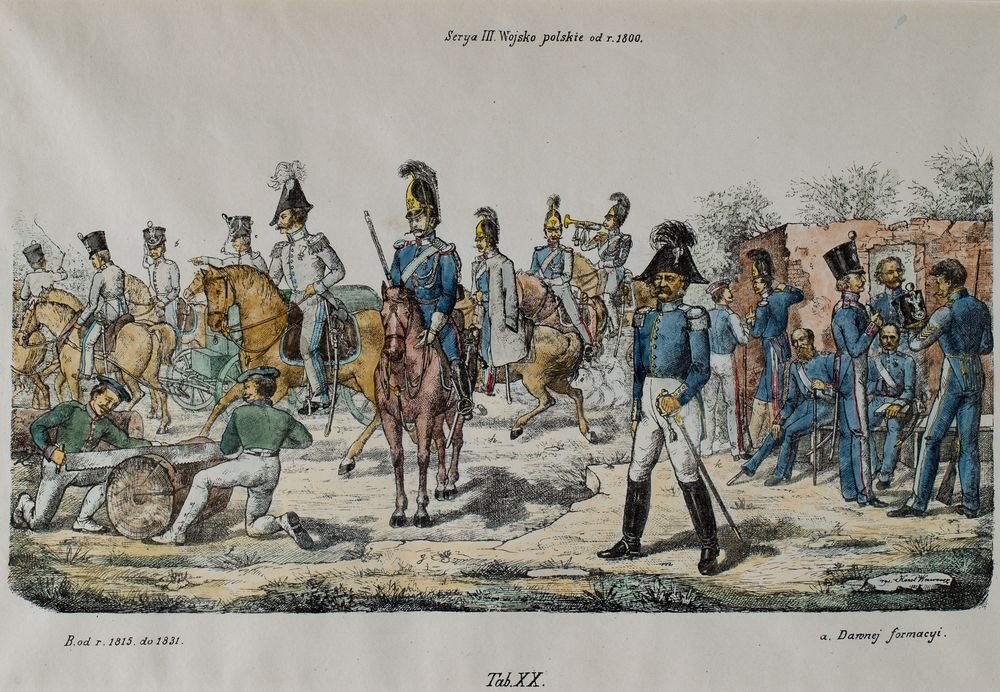
Wojsko polskie

Karol Wawrosz (ur. 1860 w Żywcu, zm. ?) – malarz i rysownik polski przełomu XIX i XX wieku. 
Urodził się w rodzinie leśniczego. Początkowo studiował malarstwo w Szkole Sztuk Pięknych w Krakowie. Od 1879 r. pracował dla Władysława Bartynowskiego jako rysownik.  
Od 18 kwietnia 1888 studiował na Królewskiej Akademii Sztuk Pięknych w Monachium w klasie malarstwa pod kierunkiem Aleksandra von Liezen-Meyera (1839-1898).
Ilustrator książek (m.in. B. Twardowskiego, Wojsko polskie Kościuszki, Poznań 1894, Bartynowskiego Wizerunki królów, uzbrojenie i wojsko polskie i Materiały do ikonografii królów, zbroi i wojska polskiego). Autor rysunków do katalogu numizmatów polskich E. Czapskiego.